# Peter Michal Bohúň
Peter Michal Bohúň (ur. 29 września 1822 w Veličnej, zm. 20 maja 1878 w Białej) – słowacki malarz.
Edukację rozpoczął w rodzinnej miejscowości w szkole ludowej pod czujnym okiem pedagoga Pawła Cochusa. Tam też rozwinął swoje zainteresowanie kulturą, tradycją i historią narodową. Następnie uczęszczał do gimnazjum w miejscowości Gemerská Hôrka (Gemer), gdzie nauczył się języka węgierskiego. Kolejnym etapem edukacji było rozpoczęcie wraz z bratem Janem w 1836 roku nauki na wydziale filozoficznym ewangelickiego liceum w Lewoczy. Tam zetknął się z kulturą i sztuką mieszczańską, tam też zaczął brać udział w narodowych wystąpieniach manifestujących odrębność w wielonarodowej monarchii habsburskiej, czego efektem stało się symboliczne przyjęcie imienia Slavomil. Z powodu patriotycznych demonstracji w maju 1841 roku liceum zostało zamknięte przez austriackie władze. Wtedy Bohúň wyjechał do Kieżmarku, gdzie studiował prawo i podjął pierwsze malarskie próby.
18 listopada 1843 roku Peter Michal Bohúň rozpoczął studia na Akademii Sztuk Pięknych w Pradze. Jego nauczycielem został malarz historyczny Christian Ruben. W lutym 1844 roku umarł ojciec malarza, co pozbawiło Bohúňa środków finansowych potrzebnych do dalszej edukacji.
Pomocy materialnej udzielił mu orawski szlachcic Michał Kubin jun. Bohúň podjął się wraz ze Svätoplukiem Presslem wspólnej pracy nad Słownikiem roślin, do którego wykonał litografie. Umiejętności litograficzne doskonalił równocześnie w pracowni Františka Širy.
W 1848 roku Peter Michal Bohúň organizował wiece i odczyty o charakterze patriotycznym. Uczestniczył w ten sposób w działaniach narodowych, które ogarnęły Europę Środkową pod nazwą „Wiosna Ludów”. Latem tego samego roku młody malarz poślubił Zofię Amalię Klankay’ową, córkę ziemianina z Łuczywnej na Spiszu i zamieszkał z nią w jej rodzinnym dworku.
We wrześniu 1854 roku artysta wraz z żoną i szóstką dzieci przeniósł się do Liptowskiego Mikulasza, gdzie rozpoczął pracę jako nauczyciel rysunku w żeńskiej szkole ewangelickiej. Oprócz zajęć praktycznych i wykładów teoretycznych, malarz zajmował się rysowaniem, fotografowaniem, malowaniem kurtyn i dekoracji dla amatorskich zespołów teatralnych. W 1860 roku rozpoczął współpracę z Kościołem oraz powrócił do działalności patriotycznej. 5 czerwca 1861 roku wziął udział w zgromadzeniu konstytucyjnym w Martinie, a w 1863 roku został jednym z członków założycieli Macierzy Słowackiej.
Jesienią 1865 roku Peter Michal Bohúň opuścił Słowację i wraz z rodziną osiedlił się w Galicji – w Lipniku koło Białej (obecnie dzielnica Bielska-Białej). Najpierw zamieszkał w Dworze Thomkego – Lipnik 19 (dziś ul. 11 Listopada 102), a następnie w Lipniku w budynku nr 23. W 1876 roku Bohúň udał się do Włoch na poszukiwania syna Ľubora Milana, który zdezerterował z armii austriackiej.
Peter Michal Bohúň zmarł 20 maja 1878 roku na zapalenie płuc. Został pochowany na cmentarzu ewangelickim w Białej.

Obrazy Petera Michala Bohúňa
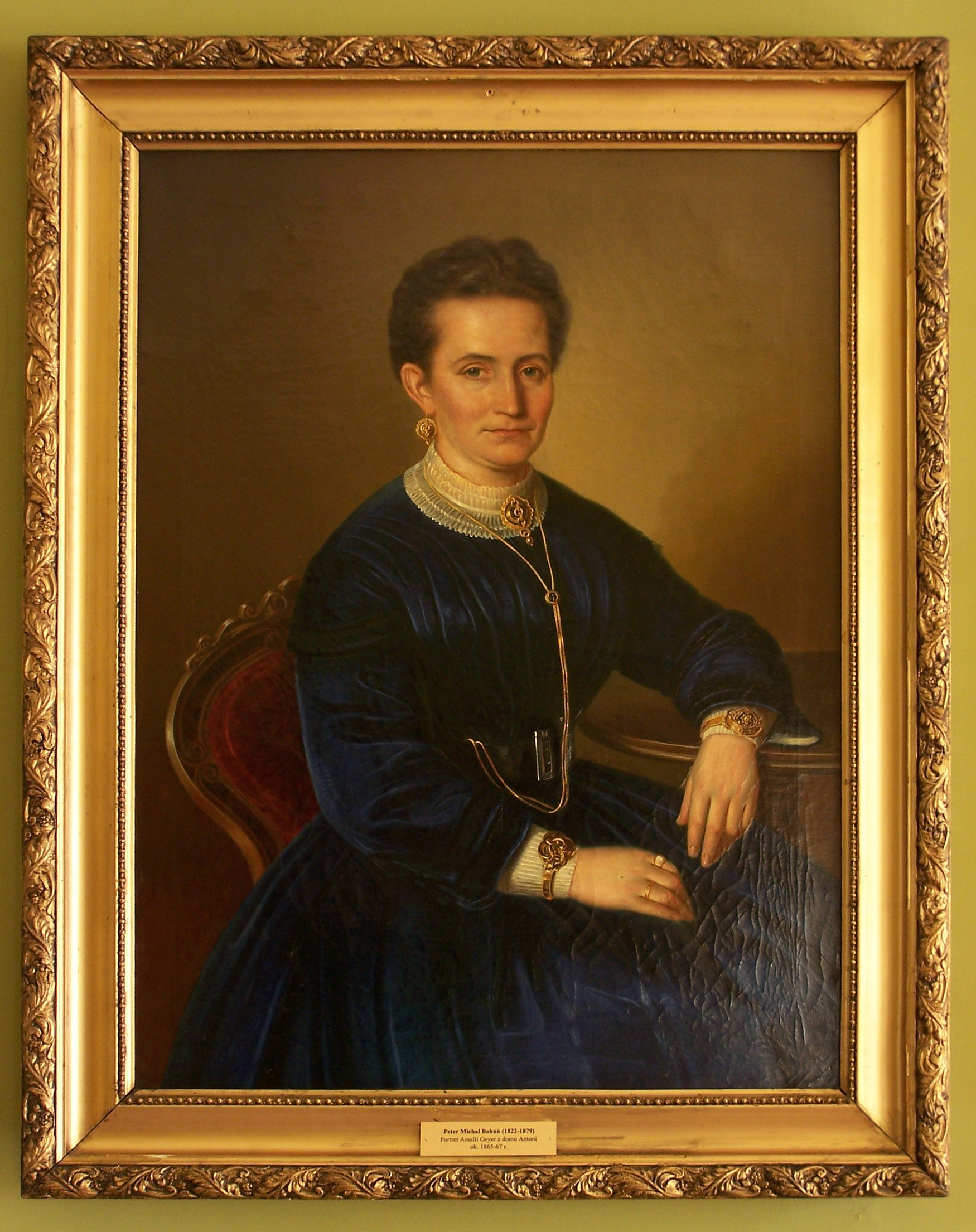
Portret Amalii Geyer z domu Antoni
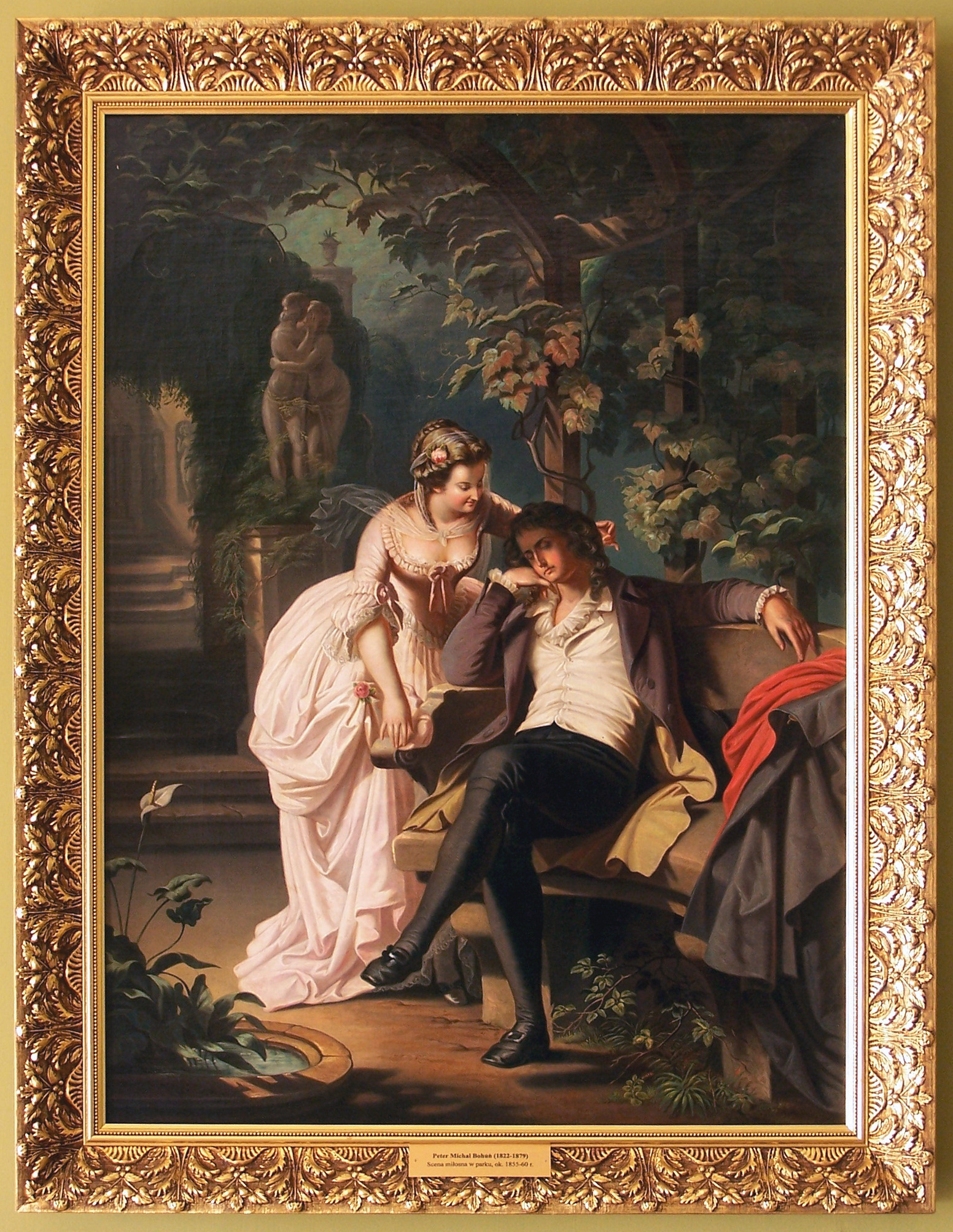
Scena miłosna w parku
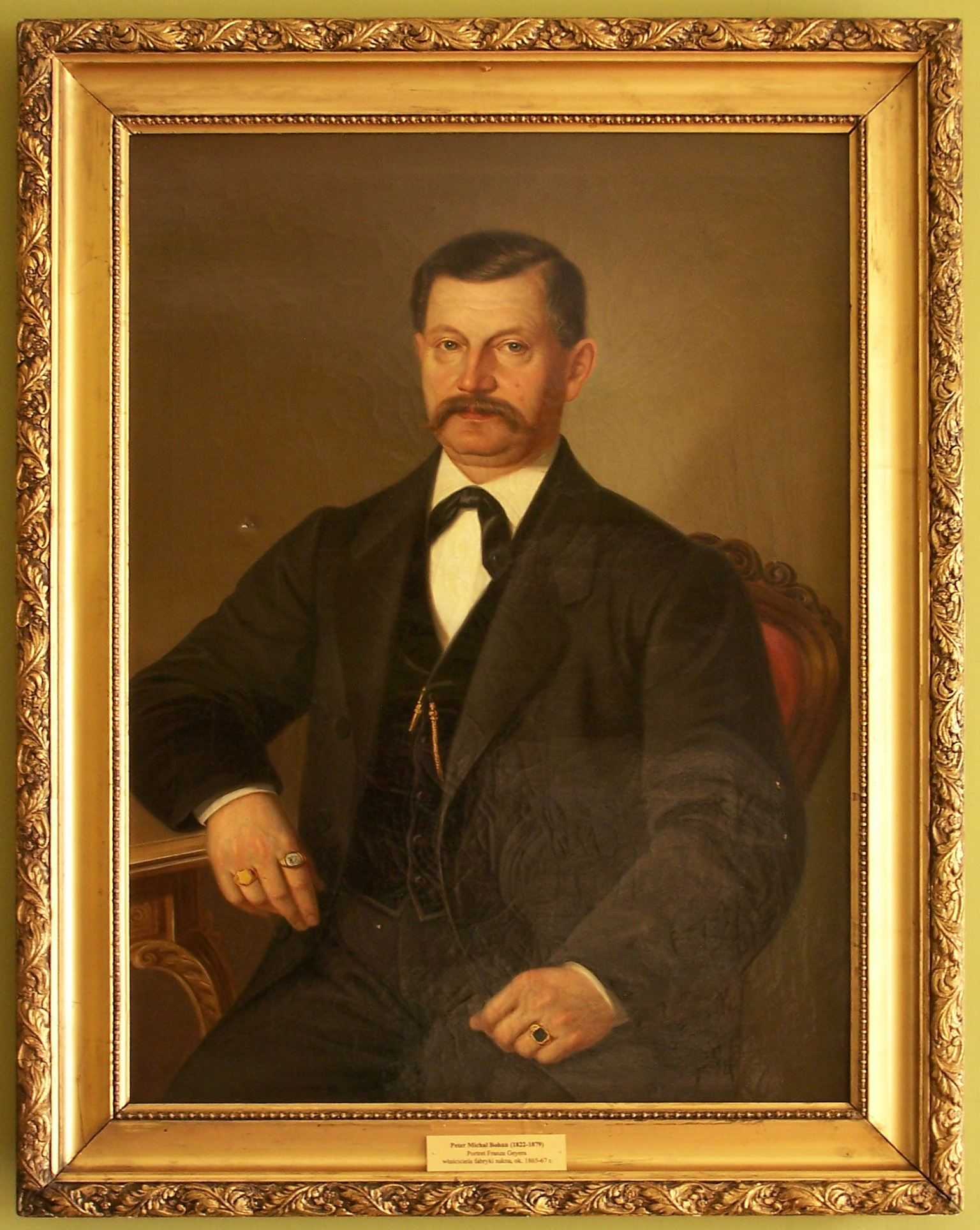
Portret Franza Geyers
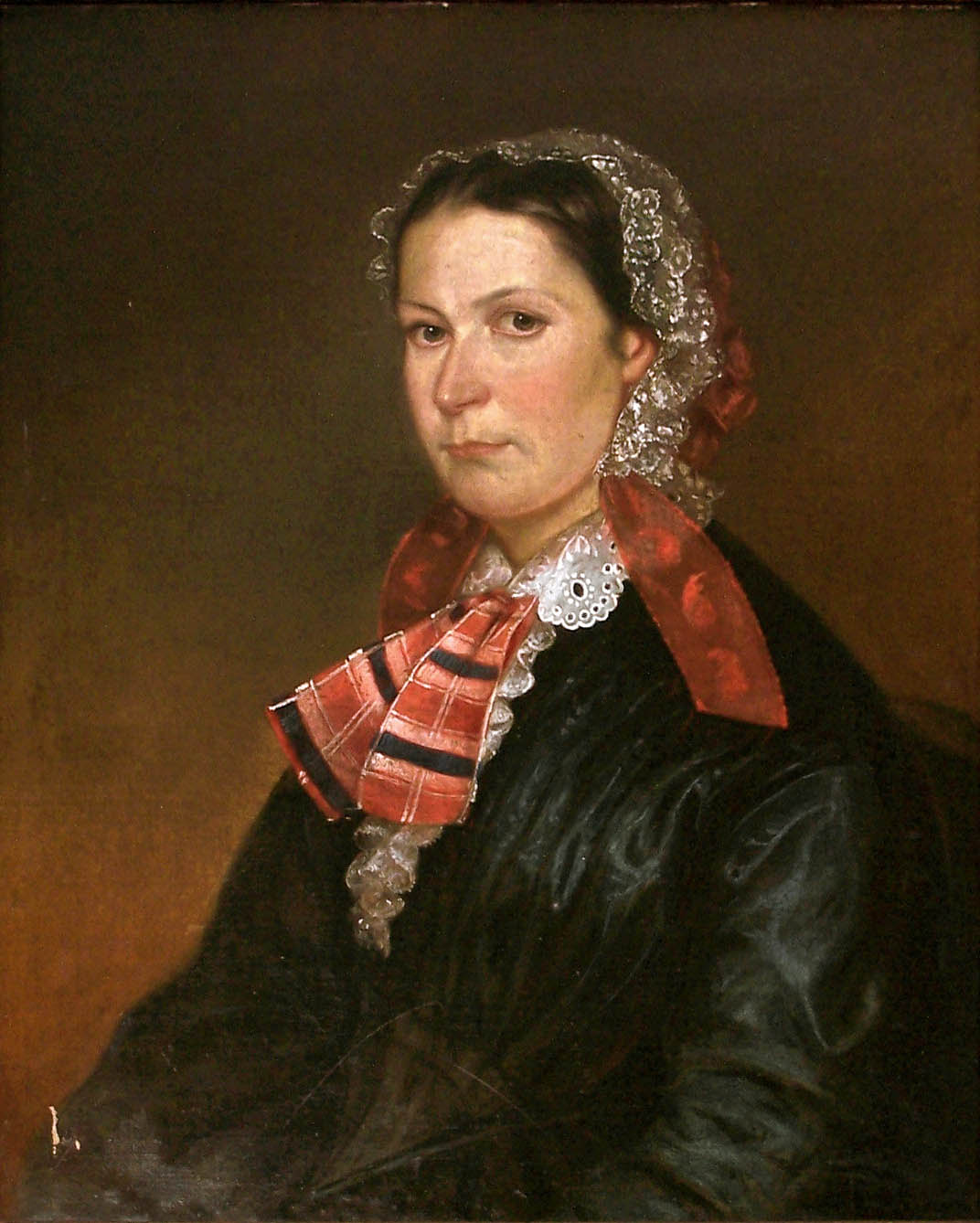
Portret bielszczanki w czepku
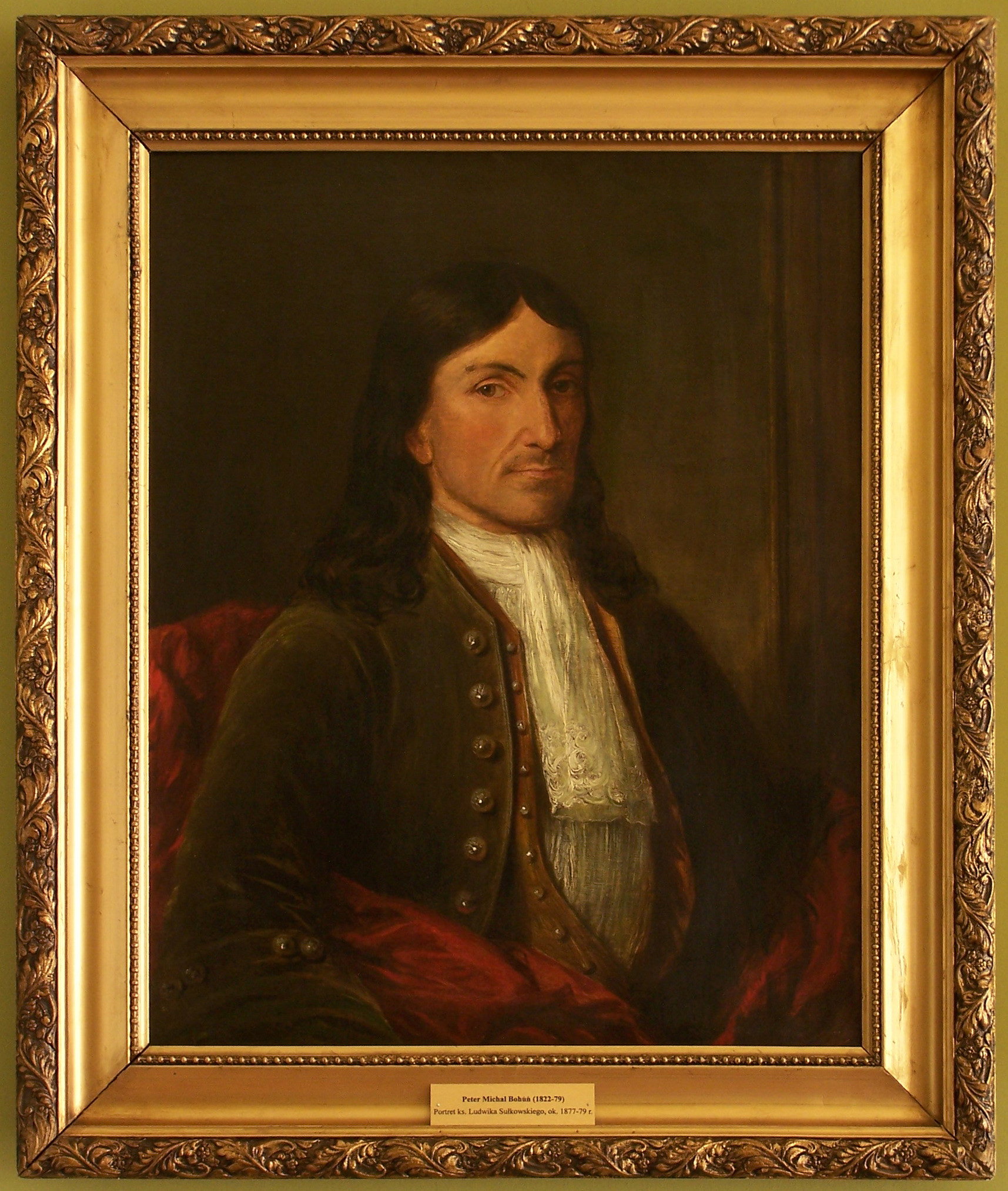
Portret księcia Ludwika Sułkowskiego
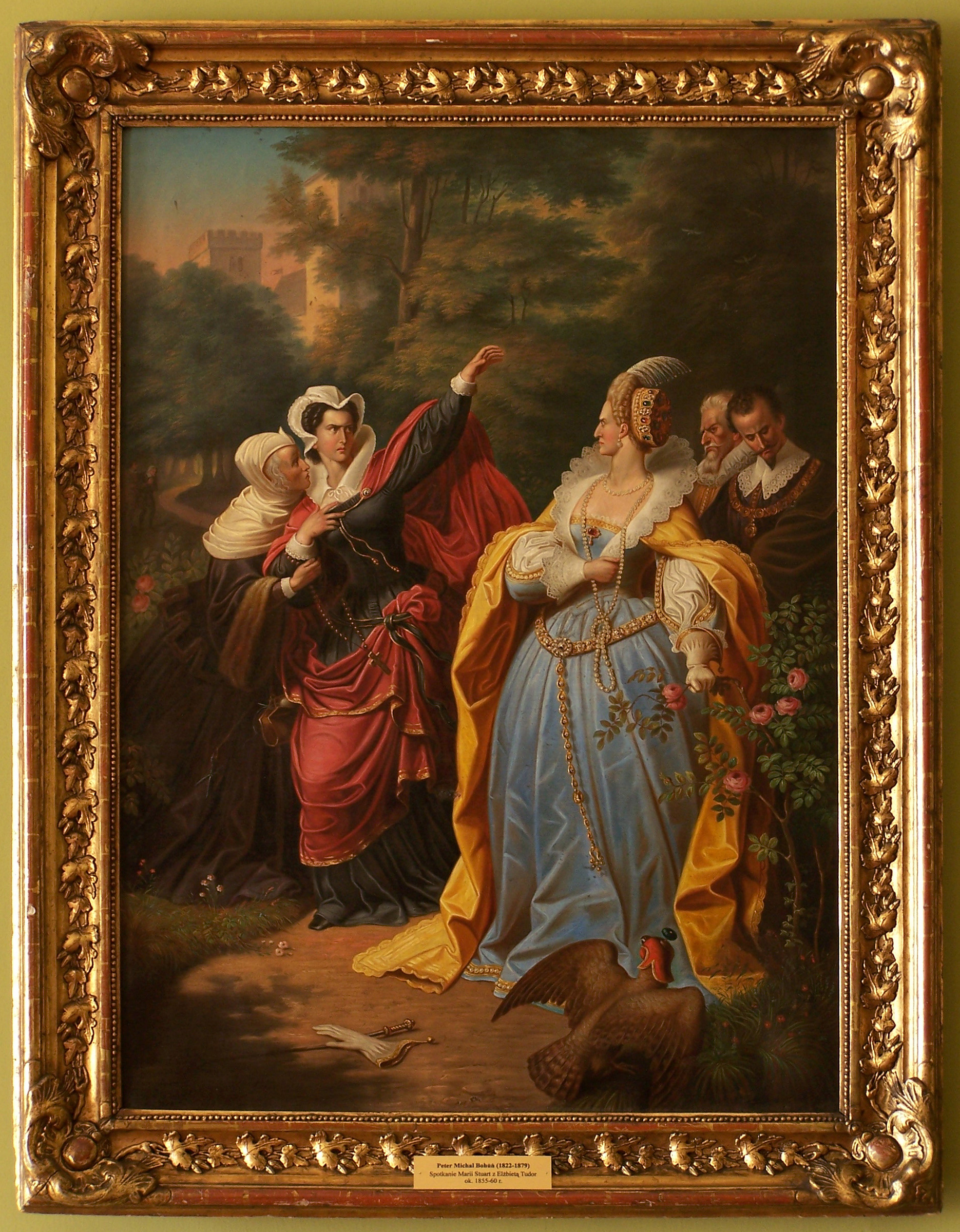
Spotkanie Marii Stuart z Elżbietą Tudor